# グラン＝プラス (ブリュッセル)
座標: 北緯50度50分48秒 東経4度21分8秒 / 北緯50.84667度 東経4.35222度
グラン＝プラス（フランス語：Grand-Place, オランダ語：Grote Markt グローテ＝マルクト、フローテ＝マルクト）は、ベルギーのブリュッセルの中心地にある大広場。ヴィクトル・ユゴーが賛嘆したことでも知られるこの大広場は、世界で最も美しい広場のひとつといわれている。1998年にユネスコの世界遺産に登録された。
世界で最も美しい広場といわれる広場には他に、ヴェネツィアのサン・マルコ広場、シエーナのカンポ広場がある。

## 歴史
グラン＝プラスは美しい広場であるが、華やかな歴史ばかりに彩られていたわけではない。1523年にプロテスタントの最初の殉教者たちであるヘンドリク・フォエス（Hendrik Voes）とヤン・ファン・エッセン（Jan van Essen）がこの地で火刑に処された。
大同盟戦争中の1695年8月13日に、当時木造だった広場の家屋はヴィルロワ元帥に率いられたフランス軍の砲撃によって大半が破壊された。市庁舎の塔は砲撃の的になったが、石でできた壁は放火による火災に耐えた。広場を囲む家々は様々なギルドによって石造りで再建された。このため、市庁舎以外のほとんどの建物は、この時以降のものである。

## 大広場を囲む建物

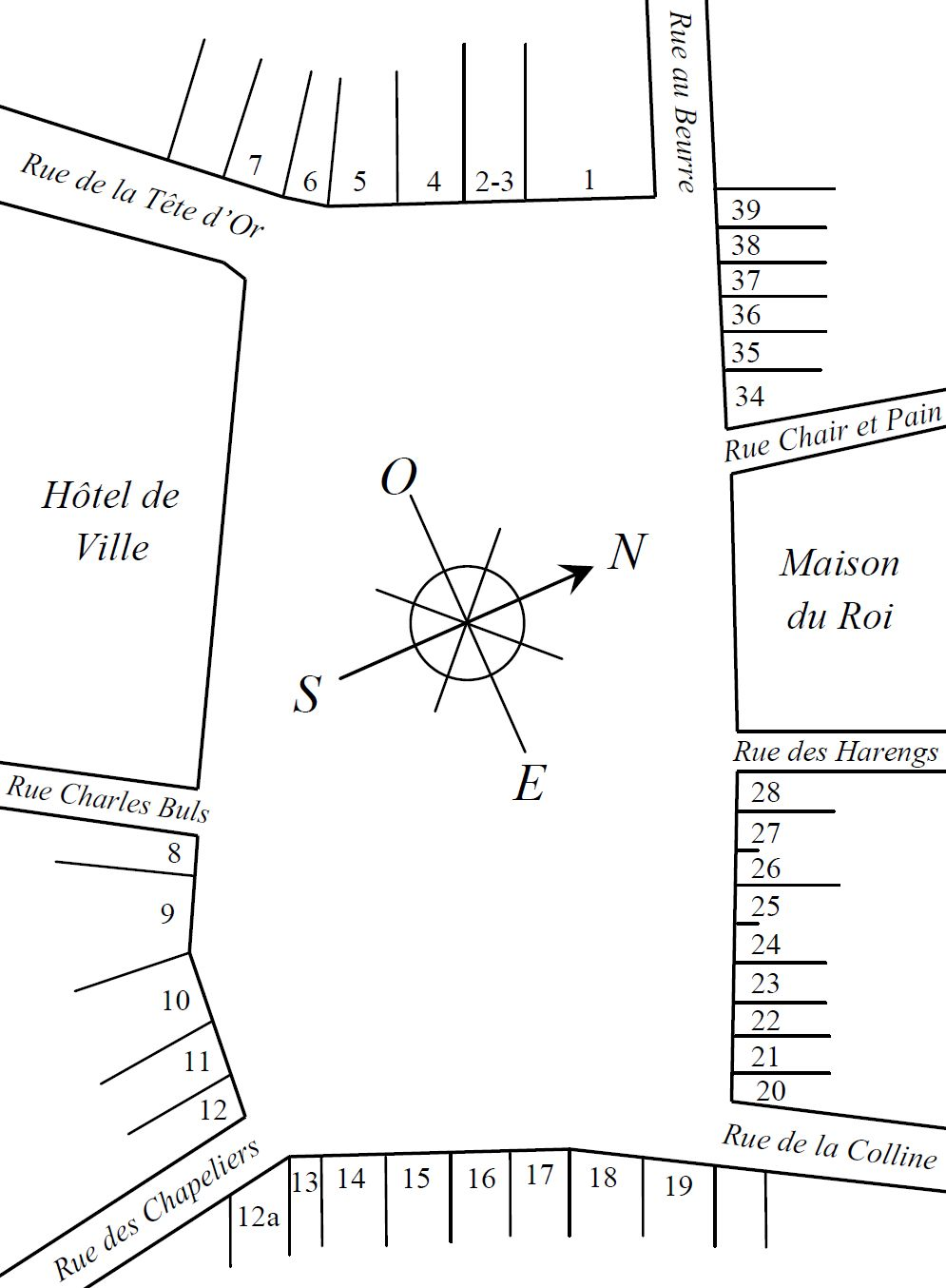
大広場（長:110m、幅68m）の概要図

### 市庁舎

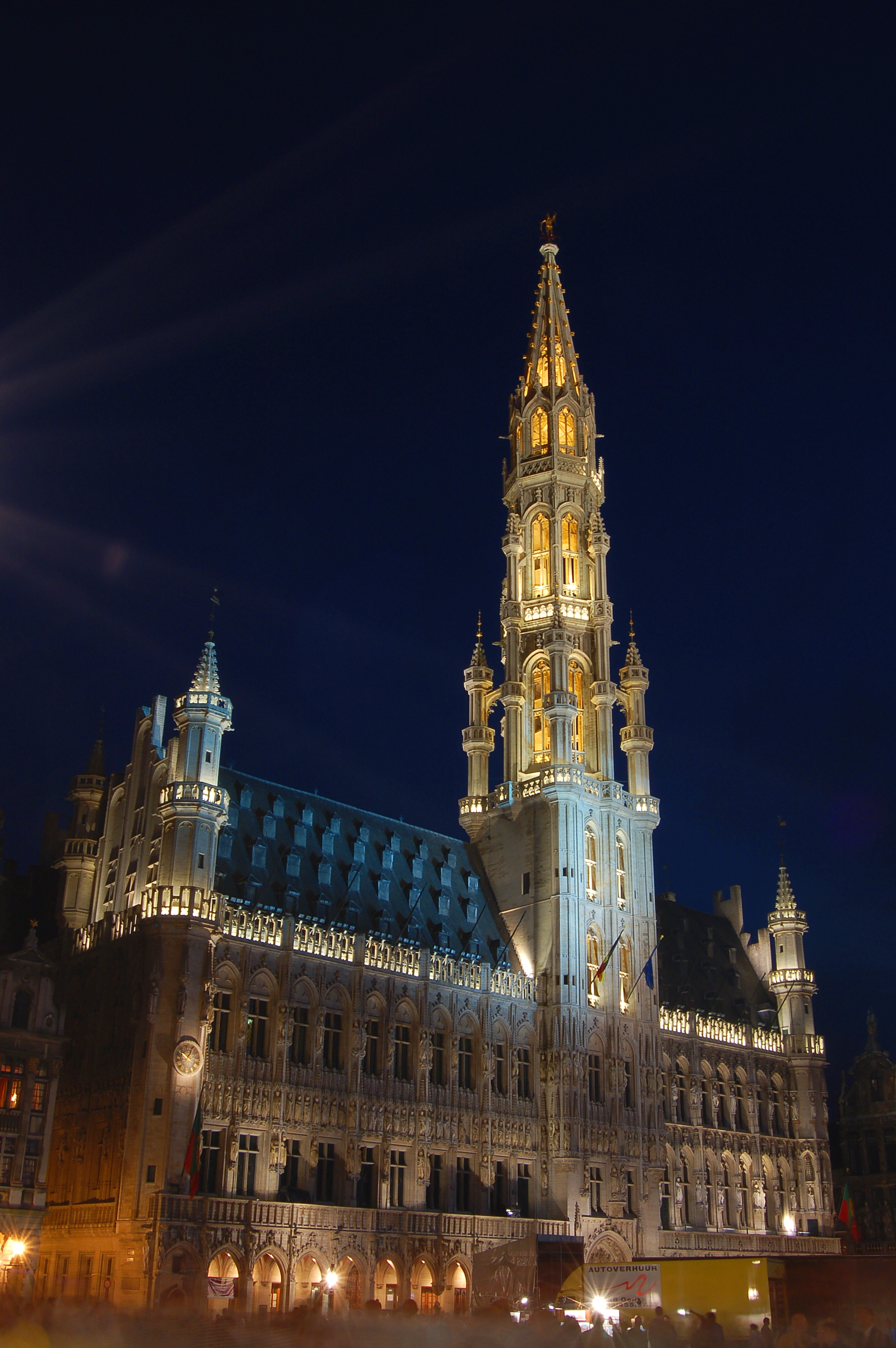
市庁舎

市庁舎(仏: Hôtel de Ville)は1402年から1455年の間に建造された。上述の歴史的経緯から、この建物は中世におけるグラン=プラスの建築様式を伝える唯一の証人となっている。オリジナルを建築したのはヤコブ・ファン・ティエネン (Jacob van Thienen) だったようである。若き日の勇胆公シャルルが1444年に礎石を置いた右側は、ギヨーム・ド・ヴォーゲル (Guillaume de Voghel) の手になるものである。ゴシック様式の96メートルの塔はヤン・ファン・ルイスブロエク (Jan van Ruysbroek) が手がけたものであり、頂上には竜を打ち倒す天使ミシェル像が飾られている。ミシェルはブリュッセルの守護天使である。
市庁舎の非対称性も注目される。一瞥した印象とは裏腹に、市庁舎の塔は建物の中央にはない。また、右半分と左半分は少し違っている。ブリュッセルの人々に知られている古い伝説では、この誤りに気付いた建築家は頂上から身投げしたのだという。だが実際には、左右が一緒に建造されたわけではなかった。

### 王の家
王の家 (仏: la Maison du Roi) は、12世紀以降パン市場として親しまれた木造建築物で、それゆえオランダ語では「パンの家」(broodhuis) と呼ばれる。15世紀になると石造にかわり、ブラバント公の行政庁が置かれた。これが理由で人々はこの建物を「公の家」と呼ぶようになり、公がスペイン王になると「王の家」と呼ぶようになった。のちにカール5世は自分の塔をゴシック様式で建てさせた。現在もその姿を見ることが出来ているように思えるが、実際には当時の塔も回廊も存在しない。1695年の砲撃などで損害を蒙ったためであり、現在のものは1875年にネオゴシック様式で再建されたものである。
建物は1985年に改築され、市立博物館になっている。

### 各ギルドハウス

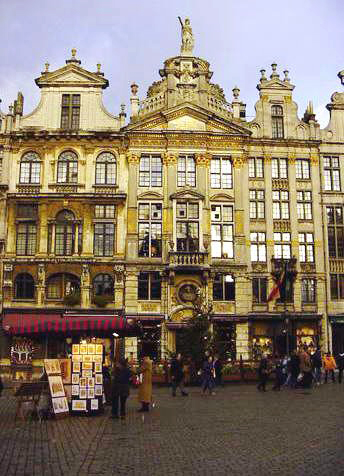
黄金の汽艇 (La Chaloupe d'Or)

グラン=プラスは様々なギルドを淵源に持つ建物に囲まれ、壁に飾られた包丁や樽、手押し車などの紋章がそれぞれの職業をあらわしていて、これらの建物にはそれぞれ名前が付けられている。
- 星 (L'Etoile、8) 最古のギルドハウス。ブリュッセルをフランドル伯の簒奪から守った英雄、セルクラース(en)の臥像がある。
- 白鳥 (Le Cygne、9)
- 黄金の木 (L'Arbre d'Or、10) - ビール醸造業ギルドの家だったもので、ビール博物館になっている。Marc de Vos と Pierre van Dievoet の彫刻で飾られている。
- ブラバント公の家 (Maison des Ducs de Brabant、13-19) - 歴代のブラバント公の胸像が飾られていることからこの名がある。
- 天使 (L'Ange、23) - イタリア＝フラマン様式 (le style italo-flamand) で再建された建物。
- 黄金の汽艇 (La Chaloupe d'Or、24-25) - 仕立工の家とも言う。Pierre van Dievoetによって彫られた仕立工の守護聖人の像を戴く。
- 鳩 (Le Pigeon、26-27) - かつてヴィクトル・ユゴーが逗留した[5]。
- 孔雀 (La Paon、35) - 18世紀の特徴的な切妻のある建物。
- スペイン王の家 - あるいはパン屋の家。聖ユベール像とスペイン王カルロス2世像で飾られている。
- 一輪手押車 (La Broouette、2-3) - 聖ジル像で飾られている。
- 袋 (Le Sac、4) - かつては高級家具師たちが住んでいた建物で、外観を彼らの道具が飾っている。
- 雌狼 (La Louve、5) - 建物下部のレリーフでは、雌狼に育てられたロームルスとレムスが描かれている。
- 狐 (Le Renard、7) - 頂上に聖ニコラの像を戴いている。

## 世界遺産

### 登録基準
この世界遺産は世界遺産登録基準のうち、以下の条件を満たし、登録された（以下の基準は世界遺産センター公表の登録基準からの翻訳、引用である）。
- (2) ある期間を通じてまたはある文化圏において、建築、技術、記念碑的芸術、都市計画、景観デザインの発展に関し、人類の価値の重要な交流を示すもの。
- (4) 人類の歴史上重要な時代を例証する建築様式、建築物群、技術の集積または景観の優れた例。